# 白茆坞牌坊
白茆坞牌坊，位于中国广西壮族自治区全州县枧塘乡塘福新白茆坞村，为一个省级文物保护单位，类型为古建筑及历史纪念建筑物，为第四批广西壮族自治区文物保护单位，公布时间为1994年7月8日。
白茆坞牌坊的历史年代为清。